# Boyd Kane
Boyd Kane, född 18 april 1978 i Swift Current, Saskatchewan, är en kanadensisk ishockeyspelare som för närvarande spelar för Hershey Bears i AHL.

## Spelarkarriär
Kane började sin karriär i Regina Pets i WHL. Kane blev draftad i NHL-draften 1996 av Pittsburgh Penguins, som 72:e spelaren totalt i 3:e rundan. Kane blev senare draftad igen i NHL-draften 1998 av New York Rangers, som 114:e spelaren totalt i 4:e rundan.
Säsongen 2003-04 gjorde Kane sin NHL-debut för Philadelphia Flyers. Kane har spelat totalt 23 NHL-matcher för Flyers och 1 NHL-match för Washington Capitals.
Sedan säsongen 2009-10 spelar Kane för AHL-klubben Hershey Bears, där han även är lagkapten.

## Meriter
- Calder Cup 2005, 2006, 2010